# Trogon à joues jaunes
Apaloderma aequatoriale
Espèce
Statut de conservation UICN

 LC  : Préoccupation mineure
Le Trogon à joues jaunes (Apaloderma aequatoriale) ou Couroucou à joues vertes, est une espèce d'oiseaux de la famille des Trogonidae, endémique de l'Afrique subsaharienne tropicale humide. Cet oiseau est difficile à apercevoir, son cri est cependant distinctif.

## Apparence
Son plumage dorsal est vert, ceci le rend très discret lorsqu'il présente son dos aux observateurs. Son plumage ventral rose. Le plumage externe des ailes est brun-vert. Le menton et la poitrine sont de couleur cannelle d'où son nom.

## Comportement
L'oiseau nidifie toute l'année. Il se nourrit de baies et d’insectes qui sont chassés en vol à partir d’un perchoir situé à l’étage moyen de la forêt qu’il ne quitte jamais.